# Stemmops orsus
Stemmops orsus är en spindelart som beskrevs av Claude Lévi 1964. Stemmops orsus ingår i släktet Stemmops och familjen klotspindlar. Inga underarter finns listade i Catalogue of Life.